# اولکساندر سوروکالت (بازیکن والیبال)
اولکساندر سوروکالت (اوکراینی: Олександр Диитрович Сорокалет؛ زادهٔ ۲۳ مارس ۱۹۶۲) بازیکن والیبال اهل اوکراین است.